# Museum des Oppelner Schlesiens

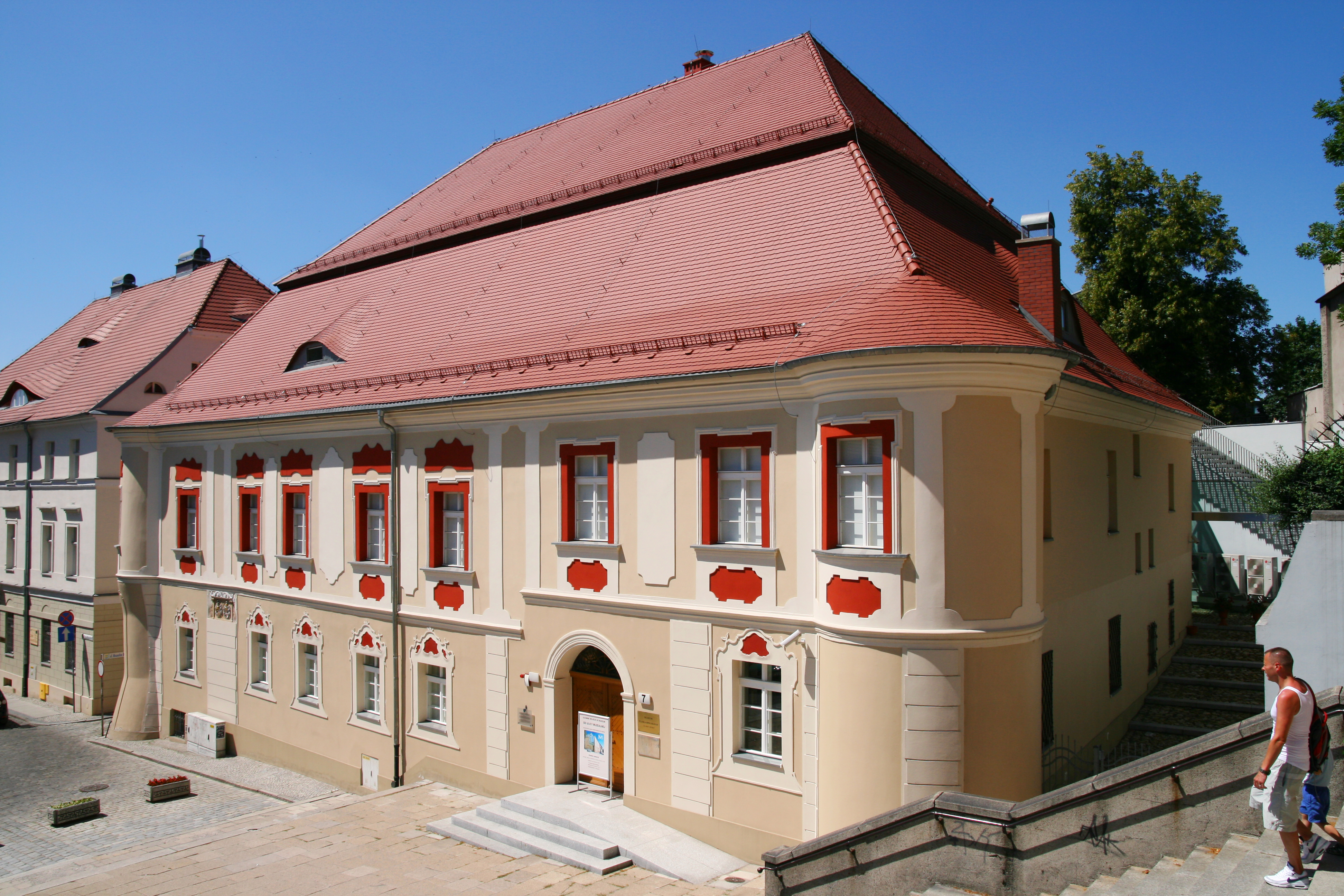
Museums-Hauptgebäude

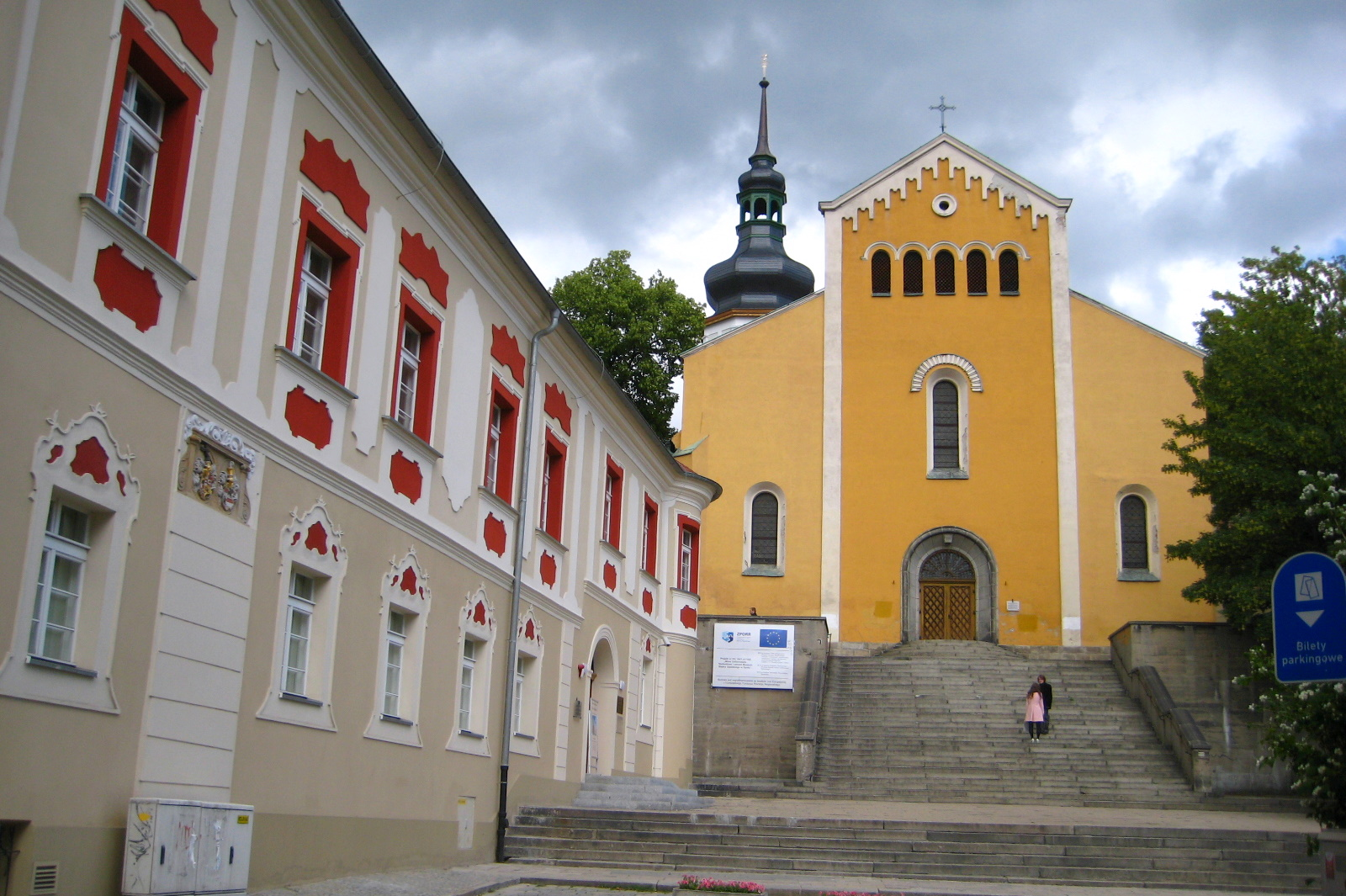
Bergelkirche mit Museums-Hauptgebäude

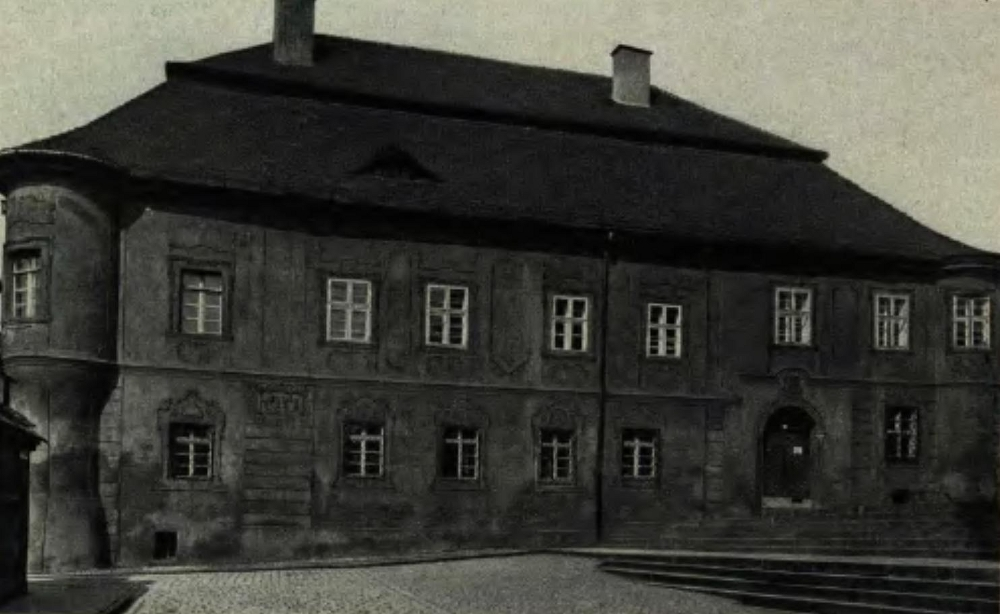
Historische Aufnahme des Museums aus den 1920er Jahren

Das Museum des Oppelner Schlesiens (polnisch Muzeum Śląska Opolskiego) ist ein Regionalmuseum für das Oppelner Land in der Hauptstadt der Woiwodschaft, in Oppeln (Opole), Polen. Es liegt gleich unterhalb der Bergelkirche auf dem "Mons Universitatis" und wurde bis Ende des Jahres 2008 mit Hilfe von EU-Mitteln aufwändig erweitert und restauriert. Es ist ein beim polnischen Kultusministerium registriertes Museum und wird von Urszula Zajaczkowska geleitet.

## Vorgeschichte
Das Hauptgebäude befindet sich im alten Kollegium der Jesuiten, das Ende des 17. Jahrhunderts aus der harmonischen Verbindung zweier Bürgerhäuser (16. Jh.) geschaffen und in der zweiten Hälfte des 18. Jahrhunderts barock umgestaltet wurde. Nach der Auflösung des Jesuitenordens 1773 war es von der preußischen Verwaltung übernommen worden; es diente zeitweise als Wohnhaus, Regierungsgebäude und als Krankenhaus. Im Jahr 1932 zog das Städtische Museum ein, das 1950 zum "Muzeum Slaska Opolskiego" (Museum des Oppelner Schlesiens) erweitert wurde. Hier befand sich auch schon vor 1989 eine Ausstellung zur Geschichte der Region. Damals wurde der deutsche Teil der Geschichte noch weitgehend "ausgeblendet".

## Museumsteile nach der Erweiterung
Mit dem Jesuitenkolleg durch eine kleine gläserne Brücke verbunden, schließt sich gleich unterhalb ein zweites Gebäude an, in dem Museumsverwaltung und Arbeitsräume untergebracht sind. Die Hauptausstellungsfläche befindet sich im Neubau "Nowy Gmach" (Neues Gebäude) hinter dem Jesuitenbau und ist mit diesem verbunden. Dort in der ul. Muzealna (Museumsgasse) befindet sich der neue Haupteingang des Museums. Über den Ausstellungsetagen des Neubaus gibt es eine Dachterrasse, die einen Blick auf die Altstadt von Oppeln ermöglicht. Das vierte Gebäude des Museums ist der "Kamienica Czynszowa", ein Mietshaus aus dem 19. Jahrhundert in der ul. Wojciecha 9, in dem ein Museum zur städtischen Wohn- und Alltagsgeschichte Oppelns geschaffen worden ist. Es wird kurz das "Stadthaus" genannt. Außerdem gibt es noch eine Galerie für polnische Künstler.

## Dauer- und Wechselausstellungen
Das Museum zeigt Dauerausstellungen in einer historischen, einer ethnografischen und einer archäologischen Abteilung. Nach der Modernisierung dieser Ausstellungen sind auch weitere Wechselausstellungen geplant, die sich mit der kulturellen Vielfalt des schlesischen Landes beschäftigen werden. Es ist auch geplant, die Beschriftung der Ausstellungsobjekte zuerst zweisprachig und langfristig viersprachig zu gestalten, um die Attraktivität des Museums für die ausländischen Besucher zu erhöhen.